# جون بينرس
جون بينريس (بالإنجليزية: John Penrice)‏(5 ديسمبر 1818 جريت يارموث - 1892) جندي بريطاني، ومصور، وهو مؤلف معجم إنجليزي للقرآن (1873)، استنادا إلى طبعة غوستاف ليبرشت فلوغيل (صدرت في: 1834). كان قبطانا، ثم رائدا (1855) في مدفعية نورفولك، وفي عام 1861 نشر "وادي النيل"، وهو سلسلة من مائة مشهد مجسم مأخوذ في مصر والنوبة. على الرغم من أن صور بينريس غير معروفة في الواقع، فإن قاموسه عن المصحف الذي نشر لأول مرة عامَ 1873، يعد عملا مهما في الدراسات الأكاديمية. عمل بينريس في مصر والنوبة مع القوات البريطانية.